# Eva Pavlová
Eva Pavlová, née Eva Zelená le 5 novembre 1964 à Šumperk, est l'épouse du président de la République tchèque, Petr Pavel,.

## Biographie
Elle est diplômée du lycée et, dans le cadre de ses activités sportives, s'est principalement impliquée dans le tir sportif. Après avoir obtenu son diplôme en 1983, elle a poursuivi ses études à l'École professionnelle militaire féminine de l'École supérieure d'aviation militaire de Košice. En 1985, elle voulait poursuivre sa carrière militaire. C'est pourquoi elle s'est inscrite pour étudier à l'Académie politique militaire Klement Gottwald à Bratislava. Selon sa déclaration, elle a d'abord été informée qu'elle n'avait pas de « profil de personnel » approprié. Elle a donc présenté une candidature au Parti communiste tchécoslovaque. Elle a terminé ses études en 1990. Au début de la révolution de Velours, le 20 novembre 1989, elle démissionne du Parti communiste. Elle a ensuite évalué son appartenance au parti comme une erreur.
Elle a ensuite rencontré Petr Pavel au dortoir de la garnison de Prostějov. Cependant, comme ils avaient tous les deux des partenaires, leur relation n'a commencé que plusieurs années plus tard. Le mariage a eu lieu en 2004. Elle a aidé son mari à l'état-major général, où elle était chargée de la communication avec les attachés militaires et aéronautiques étrangers en République tchèque. Après avoir quitté l'armée, elle a commencé à travailler comme assistante au centre de médiation Manofi. Elle vit avec son mari au pied du Říp, dans une maison du village de Černouček, où elle a été élue au conseil lors des élections municipales de 2022 en tant que membre sans parti du SNK Černouček 2022.
Elle a une fille, Eva (née en 1992), issue de son précédent mariage. Petr Pavel est lui le père de Jan (né en 1990) et Peter (né en 1993), d'une relation précédente. Fin 2022, ils étaient les grands-parents de quatre petits-enfants à eux deux.